# Fruva
Fruva is een geslacht van vlinders van de familie uilen (Noctuidae), uit de onderfamilie Acontiinae.

## Soorten
- F. fasciatella Grote, 1875
- F. vinculis Dyar, 1914